# Montferrier-sur-Lez
Montferrier-sur-Lez é uma comuna francesa na região administrativa de Occitânia,  departamento de Hérault. Estende-se por uma área d km², com 3411 , segundo os censos de 2005, com uma densidade .